# 斎姫異聞シリーズ
斎姫異聞シリーズ（いつきひめいぶんシリーズ）は、宮乃崎桜子による日本のライトノベル。イラストは浅見侑が担当している。講談社X文庫ホワイトハート（講談社）より1998年4月から2003年8月まで刊行された。続編となる斎姫繚乱シリーズは同レーベルにより2003年12月から2008年10月まで刊行された。

## あらすじ
時は藤原道長が権勢を誇る平安の都。希代の陰陽師・安倍晴明は老いで衰え始め、都では魔物が跋扈していた。
寛弘2年（1005年）、正月。一介の中流貴族・源義明の許（もと）に、帝の妹の降嫁が決定した。
帝の仰せを断ることができようはずもなく、顔も知らない姫宮が自分の許へ降嫁される理由も解せず、妻を娶る実感も湧かないまま、姫宮を迎えることになった義明はしかし、すっかり宮の美貌の虜となる。
自らを神の子と言い、不可思議な力を持つ宮は、能力が失われることを危惧し、義明との夫婦としての契りを拒む。強要することもできず宮の意思を尊重する義明だが、ある夜、宮が部屋にいないことに気付く。巷では、深窓の令嬢の姫たちが魔物に襲われるという騒ぎが起こっており、義明も宮を心配し、捜し回っていると、白い汗衫姿の宮が上空を舞っていた。帰宅後尋ねてみると、宮は『遊びで魔物を狩っていた』と話すのだが……。

## 登場人物
- 年齢は初登場時。声優はドラマCDのもの。

宮
声優：皆川純子
主人公。16歳。表向きは円融上皇の皇女とされているが、実は天照大神の子だという。母親はかつて斎宮を務めた。不思議な力を持っており、身体は両性具有である。自らを神の子と称し、その力が失われることを恐れ、義明との契りを拒む。
大変美しい容貌をしているが、口は大変悪く、安倍晴明のことをクソジジイ、道長のことをタヌキおやじと呼ぶ。男性に顔を見られることに頓着せず、重家や山の阿闍梨との初対面の時こそ几帳越しだったが、面倒くさくなり直接会話をするようになる。
「火華鬼（陰姫）」に対して、「夜生輝（陽姫）」という名を持つ。
生まれたとき、既に父親とされる円融帝は出家しており、母宮との婚姻も正式なものではなかったため、正式な内親王の宣下を受けていない。
源義明（みなもと の よしあきら）
声優：関智一
21歳。宮の降嫁に当たり、従五位下・少納言の地位を与えられる。
文官であるが、先祖代々武芸の鍛錬に励んできた結果、自覚はないが、魔物を祓う破魔の力を有しており、聖結界を持つ。宮が降嫁先に義明を選んだのも、この力でいざという時に逃げ場にするためである。
宮の美しさに、純粋に一目惚れをし、本当に好きになるが、諸事情から契りを拒む宮の意思を尊重し、以後、禁欲生活を送る羽目になる。しかし、時々箍が外れてしまうことも…。
儀礼的なかしこまった事や和歌が苦手。一条源家は、元は宇多天皇を祖先とする。現在は、臣籍に下ったが、一門の男児は皆武芸に秀でており、義明自身、文官であるが、弓・剣などに秀でている。
ねこ
貴子が「内裏でたくさん生まれたから」と、宮の元に持ってきた猫。
カゲ
声優：櫻井孝宏
火華鬼（陰姫）。宮に瓜二つの銀髪の少年（普段は黒髪）。
宮同様に不思議な力を持つ。宮が生まれて間もなく、強大な力が収まりきらず、分け持つために影が実体化したのだと清明は語っていたという。宮とは互いを遊び相手に仲睦まじく過ごしてきたが、父母とも亡くなった後、宮だけが帝（一条帝）に引き取られる。宮と引き離されたのは、「正反対の属性を持つ2人が傍にいては災いをもたらす」という清明の判断で、カゲ自身は当時の関白道隆の猶子となった。道隆亡き後は、子息・伊周の元に身を寄せている。
弥卑人（やひと）
カゲの従者。長身で痩せぎすの男。
式神
宮が使役する式神。
日曜星（ア）・月曜星（ソ）・羅睺星（ラ）・土曜星（シャ）・水曜星（ボ）・金曜星（シュ）・火曜星（ア）・計都星（ケイ）・木曜星（ボリ）。
藤原重家（ふじわら の しげいえ）
声優：森川智之
僧。美しい顔立ちをした青年。かつては、光少将とあだ名されたが、思うところあって出家を決意。義明の伯母が重家の乳母であったため、義明とは親友同士で、実の兄のように慕われている。妹は帝の女御。父親（堀川院顕光）は道長とは従兄弟同士、右大臣でもある。母親は内親王。
貴子（たかこ）
声優：雪野五月
義明の従妹。義明を慕っている。義明からは、年下の勝ち気なじゃじゃ馬娘としか見られていないが、知的な美人である。後に、後宮に出仕するようになり、やがて彰子に仕えることになる。
帝
声優：遠近孝一
一条天皇。両親を亡くした宮を不憫に思い、妹として内裏に引き取った。
義弟となった義明を信頼しているが、宮の降嫁を勝手に進めてしまったことを申し訳なく思っている。
藤原道長（ふじわら の みちなが）
声優：若本規夫
清明の亡き後は、彼が信頼していた宮を頼ろうと思っていたが、怨霊騒ぎの時、助けるわけでもなくただ静観していたカゲを宮と勘違いし、以来宮を魔物の仲間=自分の栄華に仇なす者と見なすようになる。
敦康皇子
一条帝と皇后定子の間の皇子。母親の死後、道長が後見となっているが、良く思われていないことを感づいている。義明を慕っている。
安倍晴明（あべ の せいめい）
声優：喜多川拓郎
陰陽師。老いから来る衰えのため都を守る力が弱ってきている。宮を皇女として育てるよう進言した張本人。
山の阿闍梨（やまのあじゃり）
重家の師。80歳過ぎ。

## 既刊一覧

### 斎姫異聞シリーズ
- 宮乃崎桜子（著） / 浅見侑（イラスト）、講談社〈講談社X文庫ホワイトハート〉、全16巻
  1. 『斎姫異聞』1998年4月3日発売[1]、ISBN 4-06-255348-1
  2. 『月光真珠 斎姫異聞』1998年7月24日発売[2]、ISBN 4-06-255368-6
  3. 『六花風舞 斎姫異聞』1998年11月5日発売[3]、ISBN 4-06-255380-5
  4. 『夢幻調伏 斎姫異聞』1999年2月5日発売[4]、ISBN 4-06-255395-3
  5. 『満天星降 斎姫異聞』1999年4月23日発売[5]、ISBN 4-06-255404-6
  6. 『暁闇新皇 斎姫異聞』1999年7月23日発売[6]、ISBN 4-06-255425-9
  7. 『燐火鎮魂 斎姫異聞』1999年11月5日発売[7]、ISBN 4-06-255440-2
  8. 『諒闇無明 斎姫異聞』2000年2月4日発売[8]、ISBN 4-06-255455-0
  9. 『陽炎羽交 斎姫異聞』2000年5月2日発売[9]、ISBN 4-06-255474-7
  10. 『花衣花戦 斎姫異聞』2000年9月5日発売[10]、ISBN 4-06-255502-6
  11. 『宝珠双璧 斎姫異聞』2000年12月5日発売[11]、ISBN 4-06-255519-0
  12. 『天離熾火 斎姫異聞』2001年5月2日発売[12]、ISBN 4-06-255549-2
  13. 『斎庭穂垂 斎姫異聞』2002年2月5日発売[13]、ISBN 4-06-255597-2
  14. 『貴人花葬 斎姫異聞』2002年8月2日発売[14]、ISBN 4-06-255628-6
  15. 『幻月影睡 斎姫異聞』2003年5月2日発売[15]、ISBN 4-06-255671-5
  16. 『うたかた 斎姫異聞外伝』2003年8月5日発売[16]、ISBN 4-06-255688-X

### 斎姫繚乱シリーズ
- 宮乃崎桜子（著） / 浅見侑（イラスト）、講談社〈講談社X文庫ホワイトハート〉、全13巻
  1. 『斎姫繚乱』2003年12月5日発売[17]、ISBN 4-06-255702-9
  2. 『積善白花 斎姫繚乱』2004年3月3日発売[18]、ISBN 4-06-255725-8
  3. 『火炎藤葛 斎姫繚乱』2004年6月3日発売[19]、ISBN 4-06-255737-1
  4. 『龍棲宝珠 斎姫繚乱』2004年10月6日発売[20]、ISBN 4-06-255757-6
  5. 『怨呪白妙 斎姫繚乱』2005年2月6日発売[21]、ISBN 4-06-255783-5
  6. 『華燭恋唄 斎姫繚乱』2005年6月3日発売[22]、ISBN 4-06-255809-2
  7. 『歳星天経 斎姫繚乱』2005年11月3日発売[23]、ISBN 4-06-255825-4
  8. 『夜啼姫神 斎姫繚乱』2006年3月3日発売[24]、ISBN 4-06-255865-3
  9. 『紅蓮瞠目 斎姫繚乱』2006年7月2日発売[25]、ISBN 4-06-255889-0
  10. 『龍楼月陰 斎姫繚乱』2007年3月31日発売[26]、ISBN 978-4-06-255954-6
  11. 『月魄霊鏡 斎姫繚乱』2007年12月28日発売[27]、ISBN 978-4-06-286504-3
  12. 『望月弥栄 斎姫繚乱』2008年5月2日発売[28]、ISBN 978-4-06-286526-5
  13. 『神威天想 斎姫繚乱』2008年10月3日発売[29]、ISBN 978-4-06-286562-3

## ドラマCD
2005年に3巻が発売された。
- 「斎姫異聞シリーズ I 斎姫異聞」（2005年5月20日発売）
- 「斎姫異聞シリーズ II 月光真珠」（2005年8月20日発売）
- 「斎姫異聞シリーズ III 六花風舞」（2005年9月25日発売）